# نوبوهیتو آندو
نوبوهیتو آندو (ژاپنی: 安藤 永倫؛ زادهٔ ۴ نوامبر ۱۹۸۶) یک بازیکن فوتبال اهل ژاپن است.
از باشگاه‌هایی که در آن بازی کرده‌است می‌توان به باشگاه فوتبال اوئیتا ترینیتا اشاره کرد.